# Waffenstillstand von Achterveld
Der Waffenstillstand von Achterveld für Westholland wurde vom 28. April bis 30. April 1945 zwischen den Alliierten und der deutschen Besatzungsmacht in den Niederlanden ausgehandelt und am 2. Mai in Wageningen unterzeichnet. Er ermöglichte den Start der Lebensmittelhilfe für die verhungernde Bevölkerung Westhollands auf dem Luftweg durch die Operationen Manna und Chowhound und auf dem Landweg mit Lastwagen bei Rhenen (Operation Faust) noch vor der Kapitulation Deutschlands. Die Kampfhandlungen zwischen der 1. kanadischen Armee und der in der Festung Holland eingeschlossenen 25. Armee der Wehrmacht wurden eingestellt.

## Ausgangslage

### Hintergrund Hungerwinter

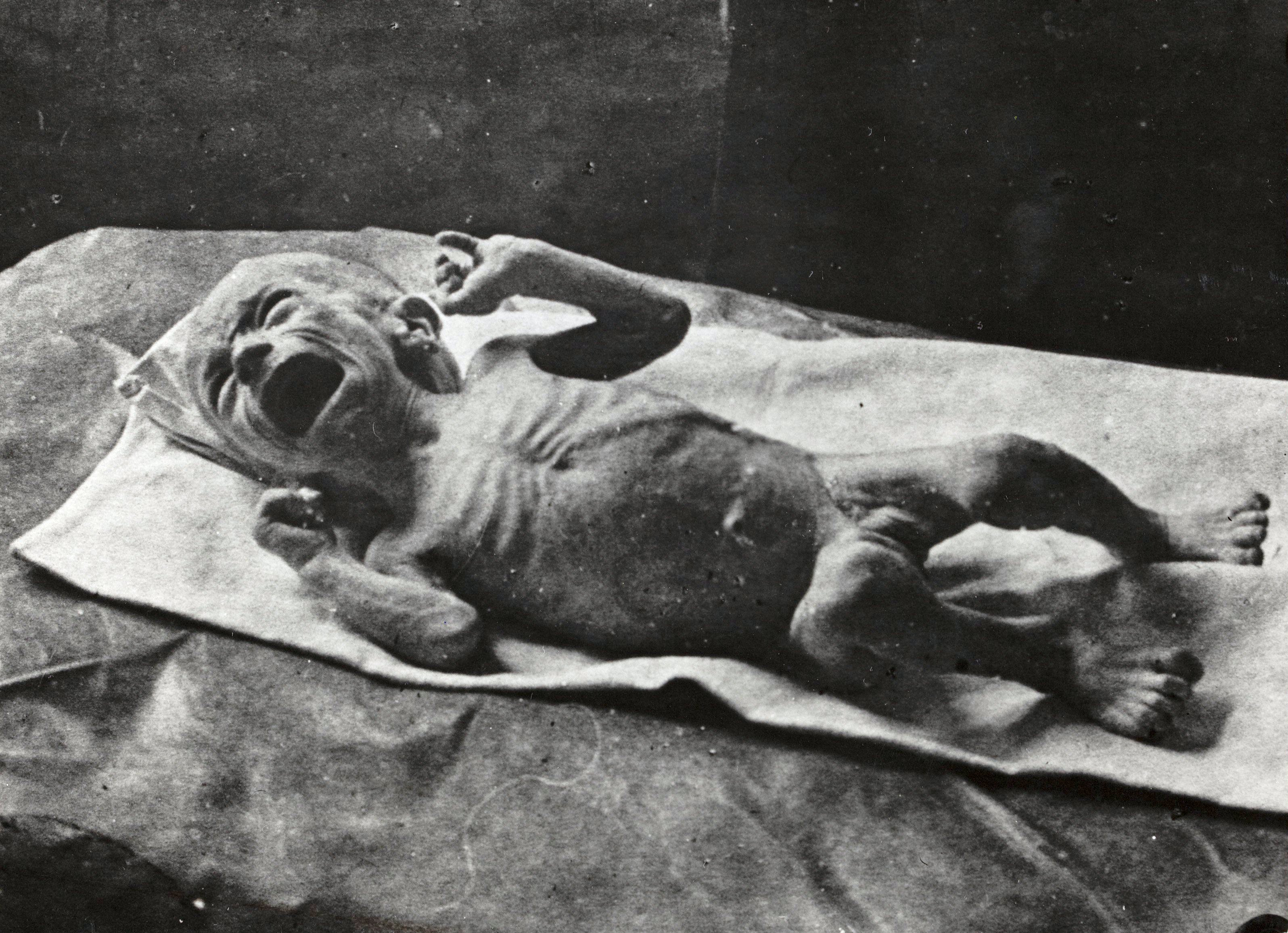
Hungerndes Baby, vier Monate alt, Breda, 1. Januar 1945

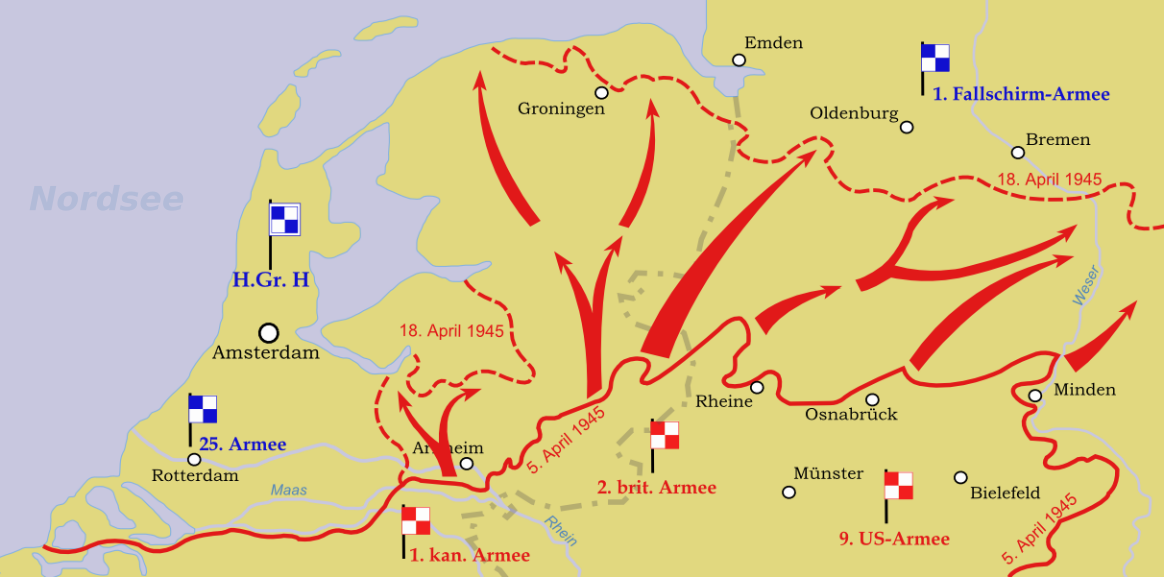
Militärische Lage, Nordholland, April 1945

Im September 1944 versuchten die Alliierten im Rahmen der Operation Market Garden einen schnellen Vorstoß zum Rhein, der scheiterte. Auf Anordnung von Prinz Bernhard und der niederländischen Exilregierung in London begannen die niederländischen Eisenbahner einen Streik und tauchten in den Untergrund ab, um den deutschen Nachschub lahmzulegen. Daraufhin erließ der deutsche Reichskommissar für die Niederlande, Seyß-Inquart, einen Transportstopp für Lebensmittel. Als der früh einsetzende und besonders kalte Winter auch noch die Schifffahrt zum Erliegen brachte, litt darunter ganz besonders die überwiegend städtische Bevölkerung Westhollands, die auf Lebensmittel- und Brennstoffzufuhren angewiesen war und von deutschen Truppen bis zur Kapitulation Deutschlands besetzt blieb. Strom, Gas und Telefonverbindungen waren größtenteils unterbrochen, Deiche durch den niederländischen Widerstand, die deutschen Besatzer oder Bombentreffer teilweise zerstört. Es kam zum sog. Hongerwinter, der letzten westeuropäischen Hungerkatastrophe, dem mehr als 20.000 Menschen durch Unterernährung und Kälte zum Opfer fielen. Geführt von Schweden und der Schweiz organisierten die neutralen Staaten zwar einige Hilfslieferungen durch das Rote Kreuz, die aber nicht ausreichten, die Katastrophe aufzuhalten.

### Verhandlungen
Als die Versorgungslage Anfang 1945 für die etwa drei Millionen Niederländer immer verzweifelter wurde, versuchte die niederländische Exilregierung und Prinz Bernhard zunächst erfolglos die Alliierten zu Hilfsmaßnahmen zu bewegen. Schließlich bat er den alliierten Oberkommandierenden General Dwight D. Eisenhower am 15. April 1945 um Hilfe, der diese zunächst nicht leisten konnte, da humanitäre Hilfslieferungen einen lokalen Waffenstillstand erfordern würden, zu dem er nicht autorisiert war. Er beauftragte aber bereits am 17. April 1945 Air Commodore Andrew Geddes mit der Planung von Versorgungsflügen und der Ausarbeitung eines Abkommensentwurfes für die deutsche Seite (keine Verhandlungen, nur Anweisungen). Bereits zuvor hatte Seyß-Inquart signalisiert, dass er unter bestimmten Bedingungen einem Waffenstillstand zustimmen könnte, aber auch gedroht, die Festung Holland auf Befehl Hitlers rücksichtslos zu verwüsten, falls die Alliierten weiter in den Niederlanden vorrücken würden. Nachdem die niederländische Exilregierung die Zustimmung des britischen Premierminister Winston Churchill und des US-Präsidenten Franklin D. Roosevelt erreicht hatte, erhielt Eisenhower am 23. April die Erlaubnis, mit der deutschen Seite einen lokalen Waffenstillstand zu vereinbaren. Die zur Befreiung Nordhollands angesetzte kanadische 1. Armee erhielt Befehl, ab dem Morgen des 28. April das Feuer einzustellen.

## Waffenstillstandsverhandlungen
Am 28. April trafen sich die Alliierten mit deutschen Vertretern in Achterveld und kündigten ultimativ den Beginn der Luftversorgung für den Folgetag an, aber erst am 30. April stimmte Seyß-Inquart beim Treffen mit Walter Bedell Smith, Prinz Bernhard und General Iwan Alexejewitsch Susloparow einem Waffenstillstand zu. Am 2. Mai wurde der Vertrag mit den technischen Einzelheiten in Wageningen mit folgenden Punkten unterzeichnet:

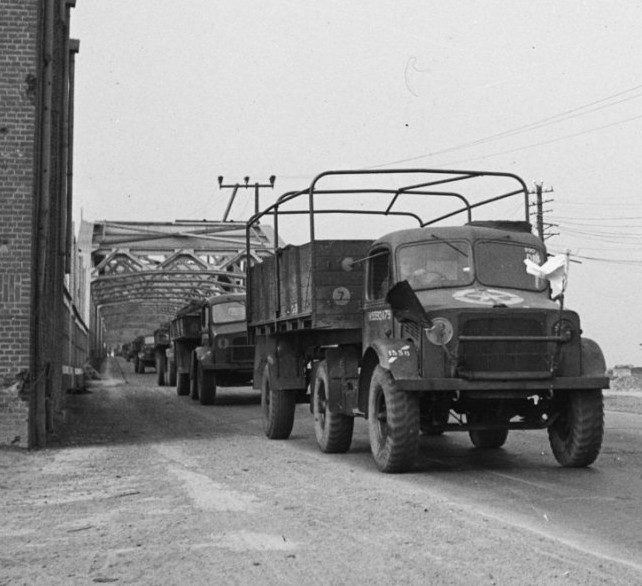
Lastwagenkonvoi mit Lebensmitteln, 2. Mai 1945

- Einflugschneisen, Einflugzeiten und zehn Abwurfzonen für die Luftversorgung, wobei die abgeworfenen Güter von deutscher Seite kontrolliert würden, um eine heimliche Versorgung des niederländischen Widerstandes mit Militärgütern zu verhindern. (Die Operation Manna hatte schon am 29. April mit Flügen der Royal Air Force begonnen.)
- Rhenen und Umgebung wurden zur neutralen Zone erklärt und die Übergabemodalitäten für Lkw-Transporte von Lebensmitteln in die besetzte Zone geregelt (Operation Faust begann am 3. Mai).
- Der Wasserweg Nieuwe Waterweg nach Rotterdam sollte von deutscher Seite für Hilfslieferungen von Minen geräumt werden und sollte ab dem 4. Mai verfügbar sein.